# Anders Nordin
Anders Nordin é um baterista brasileiro (adotado por pais suecos), melhor conhecido por seu trabalho com a banda de death metal progressivo, Opeth.

## Opeth
Em 1990, Anders foi convidado a entrar para o Opeth por Mikael Åkerfeldt - com quem já havia tocado em outra banda antes - e por David Isberg, juntamente com o guitarrista Andreas Dimeo e o baixista Nick Döring. Após várias alterações na escalação da banda, a lista foi solidificada em 1994 para a gravação do primeiro álbum, Orchid, com Åkerfeldt nos vocais/guitarra, Peter Lindgren na guitarra, e Johan DeFarfalla no baixo. Anders aparece nos álbuns Orchid, de 1995 e Morningrise, de 1996. 
Após a turnê de Morningrise em 1997, DeFarfalla foi dispensado sem o consentimento de Anders, que, após ser notificado, decidiu não permanecer com Opeth. Anders então informou aos ex-companheiros de banda que se mudaria definitivamente para o Brasil. Entretanto, em uma entrevista com a banda sueca Katatonia, o guitarrista Anders Nyström afirmou que Anders havia ficado na Suécia e ensaiava com a banda para uma turnê proposta, que acabou cancelada devido a saída de última hora do baterista.
Atualmente, Anders está de fato residindo no Brasil. No entanto, ele não se mudou até bem depois de ter deixado Opeth. Isto foi afirmado em sua entrevista para o Fan Clube Brasileiro da banda. Em uma entrevista no verão de 2008, Åkerfeldt revelou que Anders havia retornado do Brasil e estava vivendo na Suécia.

## Discografia
- Orchid (1995)
- Morningrise (1996)